# Vojvodina Lorena
Vojvodina Gornja Lorena (franc. Lorraine, IPA [lɔʁɛn]; njem. Lothringen), povijesna vojvodina koja je otprilike odgovarala današnjoj regiji Loreni na sjeverozapadu Francuske, uključujući dijelove modernog Luksemburga i Njemačke. Veći gradovi bili su Metz, Verdun i povijesna prijestolnica Nancy.

## Vanjske poveznice
- Alsace-Lorraine.info  Arhivirana inačica izvorne stranice od 12. ožujka 2007. (Wayback Machine)
- Lotharingia